# Giuseppe Galasso
Giuseppe Galasso (Napoli, 19 novembre 1929 – Pozzuoli, 12 febbraio 2018) è stato uno storico, giornalista e politico italiano, esponente di punta del Meridionalismo contemporaneo.

## Biografia

### Origini e formazione
Nato il 19 novembre 1929 a Napoli, figlio di un artigiano vetraio e rimasto orfano di madre nel 1941, fece un po' di tutto, anche lo sguattero e il facchino, per aiutare a mandare avanti la famiglia. L'intenso amore per la lettura, maturato precocemente, ne indirizzò il percorso". A Napoli, prese prima l'abilitazione magistrale, nel 1946, all'Istituto Magistrale «Pasquale Villari», poi l'anno dopo la licenza liceale al Liceo Umberto I, da privatista.

### L'attività accademica
Laureatosi prima in storia medievale e successivamente in Lettere, presso l'Università Federico II di Napoli, vinse nel 1956 una borsa di studio messa a disposizione dall'Istituto Italiano per gli Studi Storici, di cui sarebbe divenuto successivamente segretario. A partire dal 1963, dopo aver conseguito la libera docenza, inizia l'insegnamento universitario nelle università di Salerno, Cagliari e Napoli.
È stato ordinario di Storia Medievale e Moderna presso l'ateneo federiciano dal 1966. È stato anche eletto preside della Facoltà di Lettere e filosofia della stessa università dal 1972 al 1979. È stato quindi docente di storia moderna all'università Suor Orsola Benincasa di Napoli.
È stato presidente della Società napoletana di storia patria dal 1980, e membro del consiglio scientifico della Scuola Superiore di Studi Storici di San Marino. È stato presidente della Biennale di Venezia dal dicembre 1978 al marzo 1983 e della Società Europea di Cultura dal 1982 al 1988. Dal 1977, è stato socio dell'Accademia dei Lincei.
Dal 1979 al 1993 ha diretto la rivista Prospettive Settanta, ha fatto parte del comitato direttivo della Rivista storica italiana, diretto la Storia d'Italia, edita dalla Utet, e la rivista L'Acropoli, edita dalla Rubbettino.

### Attività politica
La cultura storiografica gli fece porre la massima attenzione sull'idea di libertà politica: «non è per caso – egli afferma – che i modelli della moderna libertà in Europa fossero generalmente ravvisati ed esaltati nella storia delle antiche città greche e di Roma repubblicana. Soltanto quando agli inizi del XIX secolo fu istituito un confronto analitico e specifico fra la ‘libertà degli antichi’ e la «libertà dei moderni» si cominciò ad acquisire una più conveniente coscienza di ciò che il mondo moderno aveva innovato e trasformato nell’idea antica di libertà».
Esponente del Partito Repubblicano Italiano, dal 1970 al 1993 è stato consigliere comunale a Napoli, di cui è stato anche assessore alla Pubblica Istruzione dal 1970 al 1973. Nel 1975 fu incaricato sindaco della città, ma rinunciò all'incarico perché impossibilitato a costituire una giunta.
È stato deputato alla Camera per il Partito repubblicano nella IX, X e XI  legislatura (dal 1983 al 1994).
Tra il 1983 e il 1987 è stato sottosegretario al Ministero dei Beni Culturali e Ambientali (primo e secondo governo Craxi). In tale qualità è stato autore di una serie di decreti ministeriali che hanno imposto vincoli su diversi beni paesaggistici (cosiddetti "galassini"): successivamente diede a tale complesso amministrativo fondamento legislativo più solido di quello offerto dalla precedente legge Bottai del 1º giugno 1939, n. 1089, facendosi promotore della legge 8 agosto 1985, n. 431  per la protezione del paesaggio (detta "legge Galasso"). Dal 1988 al 1991 (governo De Mita - sesto governo Andreotti) è stato sottosegretario al Ministero per l'intervento straordinario nel Mezzogiorno.

### L'attività giornalistica
All'attività accademica e politica, Galasso intrecciò anche un'intensa attività giornalistica, in veste di editorialista e di protagonista di dibattiti culturali: tra i tanti, quello dell’aprile 2007 sul “Corriere della Sera” attorno all’omologazione del Risorgimento – e poi della Resistenza – come brigatismo ante-litteram, da lui nettamente respinta.
Ha collaborato a numerosi quotidiani e periodici nazionali, tra i quali Il Mattino di Napoli, il Corriere della Sera, La Stampa, L'Espresso. Diresse la rivista Comprendre, organo ufficiale della Fondazione veneziana "Società Europea di Cultura".
Secondo Emanuele Macaluso, Giuseppe Galasso «fu una delle personalità della cultura italiana che si impegnarono nell’agone politico non solo attraverso i libri, le riviste, e i giornali, ma nei partiti e in parlamento. Questo impegno assunse un carattere particolare nel Mezzogiorno. A questo proposito basti ricordare due riviste, Nord e Sud di ispirazione laica e repubblicana diretta da Francesco Compagna, intellettuale e parlamentare repubblicano e Cronache meridionali diretta da Giorgio Amendola, Mario Alicata e Francesco De Martino. Rileggere i nomi (tra cui Galasso), i contributi culturali e le polemiche che si intrecciarono tra le due riviste aiuta a capire cosa significarono non solo per il Mezzogiorno ma per tutto il Paese».

### Gli ultimi anni e la morte
Sabino Cassese ha dichiarato che Galasso ha lavorato ad un testo storico-politico ancora la sera prima del decesso, avvenuto nella notte nella sua casa di Pozzuoli il 12 febbraio 2018; aveva 88 anni.

## Contributo storiografico
Giudicato "degno e agguerrito successore del crociano di stretta osservanza Carlo Antoni", fu in effetti autore di saggi filosofici e di studi su Benedetto Croce, del quale ha curato la riedizione delle opere per la casa editrice Adelphi.
La pubblicistica storiografica ha attraversato tutto il prolifico arco della vita di Galasso, che per l'editore Laterza ha curato una Storia d'Europa. Peraltro, le sue pagine sul Risorgimento hanno delineato "le specificità e le particolarità della nostra storia nazionale, rivisitano le tappe fondamentali che hanno permesso la creazione dello Stato nazionale unitario": il «nuovo ordine italiano» conferma, secondo Galasso, «che le apparenze di precarietà, di ambiguità, di contraddittorietà, di debolezza di questa storia non ne inficiavano il dinamismo, per quanto diversi per consistenza e qualità potessero essere gli approdi di tale dinamismo. Forza della debolezza, inevitabile, e al tempo stesso preziosa».
È autore di numerose pubblicazioni sulla storia dell'Italia meridionale (ha tra l'altro diretto una Storia del Mezzogiorno d'Italia con Rosario Romeo). Studiando il Vicereame spagnolo e il regno borbonico, affermò che "Napoli fu per il Mezzogiorno perfino di più di quel che Parigi fu per la Francia prima e dopo la Grande Rivoluzione":  la «nazione napolitana», della quale si cominciò a parlare sempre più dalla fine del secolo XVI, ebbe "nella capitale del Regno il suo principale e più determinante crogiolo, e come tale per lunghissimo tempo riconosciuto e accettato; e avrebbe costituito un retaggio destinato a perdurare anche a di là dell’unificazione italiana nel 1861. Nel secolo XVII, e ancor più nel XVIII e nel XIX, la coscienza napoletana si nutrì largamente dell’orgoglio di avere una grande capitale, degna di figurare tra le maggiori città d’Europa, in posizione naturale felicissima e seducente, ricca di memorie classiche e recenti, con una vita artistica e culturale di grande spessore e per lunghissimo tempo piena di novità e di invenzioni, animata nelle sue strade da una vivacità e molteplicità cromatica e sonora della sua folla cittadina senza pari in Europa, quale apparve anche a Goethe e a tanti altri spiriti eletti della cultura italiana ed europea". Eppure, a suo modo di vedere, "Il monopolio, il centralismo e la centralità di Napoli nella vita del Regno non valse, peraltro, ad assicurare un’omogeneizzazione tale da assorbire e risolvere totalmente in sé la personalità delle dodici province del Regno".
A proposito dell'Illuminismo napoletano, poi, Giuseppe Galasso, "riprendendo uno spunto venturiano", sostenne che «il terreno su cui si muove Filangieri è già, ormai, quello di un consapevole, pur se pratico, costituzionalismo, e di un costituzionalismo che non è più soltanto una questione di organizzazione e di tecnica del potere, bensì ormai di principio filosofico ed etico-politico»; di Mario Pagano, poi, "Galasso ha sottolineato la profondità del dramma di «una generazione che si era ancora formata in pieno nel clima genovesiano, filangieriano, galianeo – ossia negli anni più fervidi e felici dell’Illuminismo napoletano» e che si trovò a sperimentare «la conversione ad un’idea di rivoluzione, che certamente non entrava nei canoni ispiratori della sua milizia e attività intellettuale»".

## Vicende giudiziarie
Fu coinvolto nelle inchieste di Tangentopoli e subì un lungo processo, dal quale uscì assolto dalle accuse.

## Premi e Riconoscimenti
- Nel 1979 ha ricevuto il Premio Sila sezione saggistica per  Passato e presente del meridionalismo.[20]
- Nel 2005 in riconoscimento della lunga carriera di storico e politico, Galasso ha ricevuto il "Premio speciale della Cultura" assegnato dalla Presidenza del Consiglio dei ministri per la sezione "Storia". Insieme al professore sono stati premiati, tra gli altri, l'artista Piero D'Orazio alla memoria, Alberto Ronchey per comunicazione e giornalismo, Nino Borsellino per la critica letteraria, Franco Modugno per il diritto e Giovanni Reale per la filosofia.[21]

## Principali pubblicazioni
Le principali pubblicazioni di Giuseppe Galasso sono:
- Mezzogiorno medievale e moderno, Einaudi, Torino, 1965
- Economia e società nella Calabria del '500, Università di Napoli, Napoli, 1967
- Croce, Gramsci ed altri storici, Il Saggiatore, Milano, 1969
- Dal Comune medievale all'Unità. Linee di storia meridionale, Laterza, Bari, 1969
- Napoli spagnola dopo Masaniello. Politica Cultura Società, Edizioni Scientifiche Italiane, Napoli, 1972; Sansoni, Firenze, 1982; Edizioni di Storia e Letteratura, Roma, 2005.
- Potere e istituzioni in Italia. Dalla caduta dell'Impero romano ad oggi, Einaudi, Torino, 1974
- Da Mazzini a Salvemini. Il pensiero democratico nell'Italia moderna, Le Monnier, Firenze, 1975
- Il Mezzogiorno nella storia d'Italia. Lineamenti di storia meridionale e due momenti di storia regionale, Le Monnier, Firenze, 1977
- Passato e presente del meridionalismo. Vol. I: Genesi e sviluppo; vol. II: Cronache discontinue degli anni Settanta, Guida, Napoli, 1978
- L'Italia dimezzata. Dibattito sulla questione meridionale (con G. Chiaromonte), Laterza, Bari, 1980
- L'Altra Europa. Per un'antropologia storica del Mezzogiorno d'Italia, Mondadori, Milano, 1982; Guida, Napoli, 2009
- L'Italia come problema storiografico, Utet, Torino, 1979
- La democrazia da Cattaneo a Rosselli, Le Monnier, Firenze, 1986
- L'Italia democratica. Dai giacobini al Partito d'Azione, Le Monnier, Firenze, 1986
- Storia del movimento cooperativo in Italia. La lega Nazionale delle cooperative e mutue. 1886-1986, (con R. Zangheri e V. Castronovo), per il periodo dal 1900 al 1925, Einaudi, Torino, 1987
- "La filosofia in soccorso de' governi". La cultura napoletana del Settecento, Guida, Napoli, 1989
- Croce e lo spirito del suo tempo, Il Saggiatore, Milano, 1990
- Storia del Regno di Napoli (1266-1860), 6 volumi, Utet, Torino 2007-2012
- Italia nazione difficile. Contributo alla storia politica e culturale dell'Italia unita, Le Monnier, Firenze, 1994
- Alla periferia dell'impero. Il Regno di Napoli nel periodo spagnolo (secoli XVI-XVII), Einaudi, Torino, 1994
- Sicilia in Italia. Per la storia sociale e culturale della Sicilia nell'Italia unita, Edizioni del Prisma, Catania, 1994
- Beni e mali culturali, Editoriale Scientifica, Napoli, 1996
- Storia d'Europa, 3 voll., Laterza, Bari, 1996 (II edizione in un volume, 2001; poi in 3 volumi, edizione UTET, Torino)
- Dalla "libertà d'Italia" alle preponderanze straniere, Editoriale Scientifica, Napoli, 1997
- Seguendo il P.C.I. Da Togliatti a D'Alema (1955-1996), Costantino Marco, Lungro, 1998
- L'Italia moderna e l'unità nazionale (con Luigi Mascilli Migliorini), Utet, Torino, 1998.
- Croce e lo spirito del suo tempo, Laterza, Bari, 2002.
- La tutela del paesaggio in Italia (1983-2005), Editoriale Scientifica, Napoli 2006
- Il Mezzogiorno. Da "questione" a "problema aperto", Lacaita, Manduria, 2005.
- Prima lezione di storia moderna, Roma-Bari, Laterza, 2008.
- Storici italiani del Novecento, Bologna, Il Mulino, 2008.
- Medioevo euro-mediterraneo e Mezzogiorno d'Italia da Giustiniano a Federico II, Roma-Bari, Laterza, 2009.
- Nell'Europa dei secoli d'oro. Aspetti, momenti e problemi dalle «guerre d'Italia» alla «grande guerra», Guida, Napoli, 2012
- Liberalismo e democrazia, Roma, Salerno Editrice
- L'Italia nuova. Per la storia del Risorgimento e dell'Italia unita, 7 volumi, Edizioni di Storia e Letteratura, Roma
- Storiografia e storici europei del Novecento, Salerno Editrice, Roma, 2016
- Storia della storiografia italiana. Un profilo, Laterza, Roma-Bari, 2017